# Narisciak
A narisciak (más néven: naristiak) ókori germán néptörzs, amely a markomannok és a hermundurok között lakott. Cassius Dio munkájában „Narisztai” néven szerepelteti őket, Capitolinus ellenben varistae néven nevezi őket. Ptolemaiosz Klaudiosz a mai Fichtelgebirge vidékén egy varisztai nevű népet említ, Tacitus pedig varisti néven említi őket.